# Marinekommando
Das Marinekommando (MarKdo) ist der Stab des Inspekteurs der Marine und die einzige höhere Kommandobehörde der Deutschen Marine. Es wurde am 1. Oktober 2012 in Rostock aufgestellt. Der offizielle Aufstellungsappell fand am 9. Oktober 2012 statt.
Im Marinekommando sind der bisherige Führungsstab der Marine sowie die beiden höheren Kommandobehörden Flottenkommando und Marineamt zusammengefasst. Der Hauptsitz des Marinekommandos befindet sich in Rostock. Weitere Teile sind in Glücksburg (Maritime Operations Center), Berlin und Wilhelmshaven stationiert.

## Aufgaben
Das Marinekommando ist die oberste Führungsinstanz der Marine. Ihm unterstehen die Verbände der Marine truppendienstlich.
Außerdem hat das Marinekommando operative Führungsaufgaben. Dafür verfügt es über eine Operationszentrale (Maritime Operations Centre/MOC). Es dient als Betriebszentrum für den Inspekteur der Marine in seiner Verantwortung als Truppensteller für Einsätze und einsatzgleiche Verpflichtungen. Es ist bisher noch im ehemaligen Flottenkommando in Glücksburg untergebracht. Das neue MOC ist in Rostock in Bau. Zum MOC gehören unter anderem die deutsch-polnische U-Boot-Führungszelle und die SAR-Leitstelle.
Als zweite Führungseinrichtung innerhalb des Marinekommandos wird in Rostock das Baltic Maritime Component Command (BMCC) der NATO aufgebaut, das nach 2020 einsatzklar werden soll. Es ist zugleich der Kernstab des in Aufstellung befindlichen neuen Einsatzstabs DEU MARFOR. BMCC und DEU MARFOR dienen der Führung auf der oberen taktischen Ebene. Sie sollen über besondere Expertise für Randmeeroperationen in der Ostsee verfügen und dafür eng mit dem Centre of Excellence for Operations in Confined and Shallow Waters in Kiel zusammenarbeiten.
Zum 1. April 2020 trat eine Reorganisation des Marinekommandos in Kraft. Dabei wurden zwei neue, dem Kommando angehörende Kommandeure eingerichtet und die Führungskompetenz des Chefs des Stabes gestärkt.

## Gliederung
Das Marinekommando wird vom Inspekteur der Marine im Dienstgrad eines Vizeadmirals geführt, dem ein Stellvertreter im gleichen Dienstgrad und der Chef des Stabes im Dienstgrad eines Konteradmirals zur Seite stehen. Es gliedert sich in fünf Abteilungen:
- Operation
- Planung, Konzeption
- Personal, Ausbildung, Organisation
- Einsatzunterstützung
- Marinesanität

Hinzu kommen zentrale Stabselemente, darunter
- der Beauftragte für das Havariewesen der Marine,
- der Rechtsberater,
- die Militärseelsorge
- das Presse- und Informationszentrum der Marine
- das Zentralbüro,
- das Büro Berlin,
- Controlling.

## Kommandoführung und Abteilungsleiter
| Nr. | Name                              | Beginn der Amtszeit | Ende der Amtszeit |
| --- | --------------------------------- | ------------------- | ----------------- |
| 5.  | Vizeadmiral Frank Martin Lenski   | 11. März 2022       | –                 |
| 4.  | Konteradmiral Jan Christian Kaack | 23. Sep. 2021       | 11. März 2022     |
| 3.  | Vizeadmiral Rainer Brinkmann      | 23. Okt. 2014       | 23. Sep. 2021     |
| 2.  | Vizeadmiral Andreas Krause        | 1. Aug. 2013        | 23. Okt. 2014     |
| 1.  | Vizeadmiral Heinrich Lange        | 1. Okt. 2012        | 30. Juli 2013     |

| Nr. | Name                               | Beginn der Amtszeit | Ende der Amtszeit |
| --- | ---------------------------------- | ------------------- | ----------------- |
| 6.  | Konteradmiral Wilhelm Tobias Abry  | Sep. 2023           | –                 |
| 5.  | Konteradmiral Axel Deertz          | 11. März 2022       | Sep. 2023         |
| 4.  | Konteradmiral Frank Martin Lenski  | 29. Sep. 2020       | 11. März 2022     |
| 3.  | Konteradmiral Karsten Schneider    | 21. Sep. 2018       | 29. Sep. 2020     |
| 2.  | Konteradmiral Thorsten Kähler      | 1. März 2015        | 21. Sep. 2018     |
| 1.  | Konteradmiral Klaus von Dambrowski | 1. Okt. 2012        | 28. Feb. 2015     |

| Nr. | Name                                | Beginn der Amtszeit | Ende der Amtszeit |
| --- | ----------------------------------- | ------------------- | ----------------- |
| 6.  | Flottillenadmiral Jens Nemeyer      | 6. Dez. 2024        | –                 |
| 5.  | Konteradmiral Stephan Haisch        | 21. Sep. 2023       | 6. Dez. 2024      |
| 4.  | Konteradmiral Jürgen zur Mühlen     | 1. Aug. 2017        | 21. Sep. 2023     |
| 3.  | Konteradmiral Jean Martens          | 1. Mai 2015         | 31. Juli 2017     |
| 2.  | Konteradmiral Hans-Christian Luther | 19. Mai 2014        | 30. Apr. 2015     |
| 1.  | Konteradmiral Michael Mollenhauer   | 1. Okt. 2012        | 19. Mai 2014      |

| Nr. | Name                               | Beginn der Amtszeit | Ende der Amtszeit |
| --- | ---------------------------------- | ------------------- | ----------------- |
| 3.  | Flottillenadmiral Dirk Gärtner     | 24. Sep. 2024       | –                 |
| 2.  | Flottillenadmiral Ulrich Reineke   | 1. Nov. 2016        | 24. Sep. 2024     |
| 1.  | Flottillenadmiral Jürgen Mannhardt | 1. Okt. 2012        | 1. Nov. 2016      |

| Nr. | Name                                 | Beginn der Amtszeit | Ende der Amtszeit |
| --- | ------------------------------------ | ------------------- | ----------------- |
| 3.  | Flottillenadmiral Helge Detlef Risch | Apr. 2024           |                   |
| 2.  | Flottillenadmiral Andreas Mügge      | 1. Okt. 2019        | Apr. 2024         |
| 1.  | Flottillenadmiral Rainer Endres      | 1. Okt. 2012        | 30. Sep. 2019     |

| Nr. | Name                                    | Beginn der Amtszeit | Ende der Amtszeit |
| --- | --------------------------------------- | ------------------- | ----------------- |
| 4.  | Konteradmiral Christoph Müller-Meinhard | 1. Okt. 2020        | –                 |
| 3.  | Konteradmiral Frank Martin Lenski       | 31. Jan. 2017       | 29. Sep. 2020     |
| 2.  | Konteradmiral Karl-Wilhelm Ohlms        | 14. Aug. 2014       | 31. Jan. 2017     |
| 1.  | Konteradmiral Horst-Dieter Kolletschke  | 1. Okt. 2012        | 14. Aug. 2014     |

| Nr. | Name                                               | Beginn der Amtszeit | Ende der Amtszeit |
| --- | -------------------------------------------------- | ------------------- | ----------------- |
| 3.  | Flottenarzt Dirk Stölten                           | 29. Sep. 2022       | –                 |
| 2.  | Admiralarzt Stephan Apel                           | 17. März 2016       | 29. Sep. 2022     |
| 1.  | Admiralarzt Hans-Wolfgang von der Heide-Kattwinkel | 1. Okt. 2012        | 17. März 2016     |

## Unterstellte Kräfte der Marine
Die dem Marinekommando nachgeordneten Kräfte der Marine sind truppendienstlich den Kommandeuren im Marinekommando bzw. dem Admiralarzt der Marine unterstellt. Es sind zugeordnet:
Kommandeur Einsatzkräfte
- Einsatzflottille 1 (EinsFlt 1) in Kiel
- Einsatzflottille 2 (EinsFlt 2) in Wilhelmshaven
- Marinefliegerkommando (MFlgKdo) in Nordholz
- Einsatzausbildungszentrum Schadensabwehr Marine (EAZS) in Neustadt in Holstein

Kommandeur Unterstützung
- Marineunterstützungskommando (MUKdo) in Wilhelmshaven
- Marineschule Mürwik (MSM) in Flensburg
- Marineunteroffizierschule (MUS) in Plön
- Marineoperationsschule (MOS) in Bremerhaven
- Marinetechnikschule (MTS) in Parow

Admiralarzt der Marine
- Schifffahrtmedizinisches Institut der Marine (SchiffMedInstM) in Kronshagen